# Клукван (Аляска)
Клукван (англ. Klukwan) також Тлакваан (тлінгіт. Tlákw.aan) — переписна місцевість (CDP) в США, в окрузі Гуна-Ангун штату Аляска. Населення — 87 осіб (2020).

## Географія
Клукван розташований за координатами 59°23′53″ пн. ш. 135°53′22″ зх. д. / 59.39806° пн. ш. 135.88944° зх. д. (59.398162, -135.889507).  За даними Бюро перепису населення США в 2010 році переписна місцевість мала площу 4,90 км², з яких 3,60 км² — суходіл та 1,30 км² — водойми.

## Демографія
Згідно з переписом 2010 року, у переписній місцевості мешкало 95 осіб у 41 домогосподарстві у складі 24 родин. Густота населення становила 19 осіб/км².  Було 70 помешкань (14/км²).
Расовий склад населення:
| - 80,0 % — корінних американців - 8,4 % — білих - 1,1 % — азіатів |

До двох чи більше рас належало 10,5 %. Частка іспаномовних становила 2,1 % від усіх жителів.
За віковим діапазоном населення розподілялося таким чином: 14,7 % — особи молодші 18 років, 71,6 % — особи у віці 18—64 років, 13,7 % — особи у віці 65 років та старші. Медіана віку мешканця становила 44,5 року. На 100 осіб жіночої статі у переписній місцевості припадало 115,9 чоловіків;  на 100 жінок у віці від 18 років та старших — 131,4 чоловіків також старших 18 років.
Середній дохід на одне домашнє господарство  становив 64 354 долари США (медіана — 50 000), а середній дохід на одну сім'ю — 71 194 долари (медіана — 78 750). За межею бідності перебувало 10,6 % осіб, у тому числі 37,5 % дітей у віці до 18 років та 7,1 % осіб у віці 65 років та старших.
Цивільне працевлаштоване населення становило 35 осіб. Основні галузі зайнятості: освіта, охорона здоров'я та соціальна допомога — 28,6 %, публічна адміністрація — 20,0 %, науковці, спеціалісти, менеджери — 14,3 %, мистецтво, розваги та відпочинок — 14,3 %.